# ناو کلاس درسدن
ناو کلاس درسدن (به آلمانی: Kreuzer der Dresdner Klasse) کلاسی از ناوهای سبک نیروی دریایی امپراتوری آلمان بود که از دو ناو سبک درسدن و امدن تشکیل می گردید که از نام دو شهر آلمانی برگرفته شده بودند.
هر دو ناو این کلاس در جریان جنگ جهانی اول، وظیفه حمله به خطوط کشتیرانی تجاری دشمن را بر عهده داشتند که هر دو در این راه منهدم شدند.